# Roger Gaillard

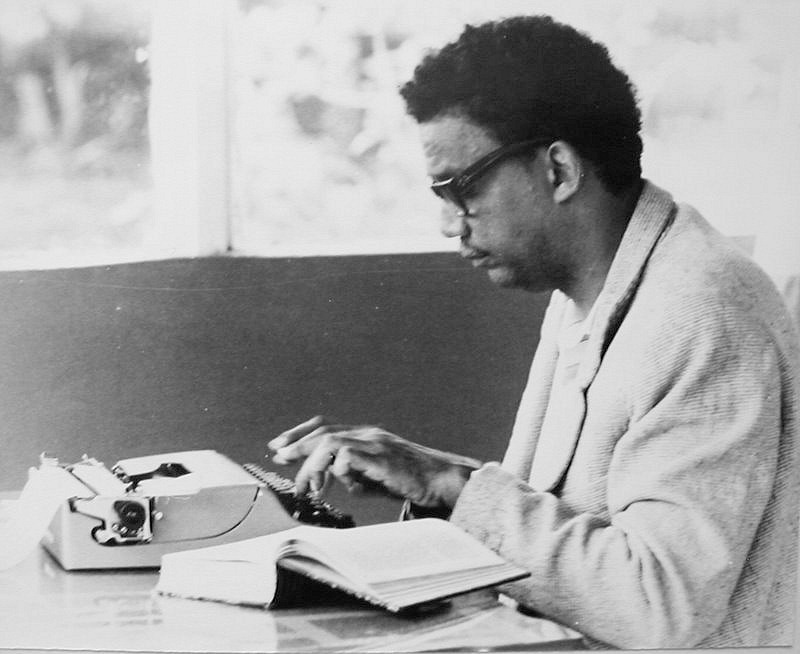
Roger Gaillard (1973)

Roger Gaillard (* 10. April 1923 in Port-au-Prince; † 25. Mai 2000 ebenda) war ein haitianischer Historiker, Schriftsteller und Universitätsrektor. Sein Forschungsschwerpunkt lag auf der amerikanischen Besetzung Haitis von 1915 bis 1934, über die er prominent veröffentlichte.

## Leben und Familie
Gaillard wurde am 10. April 1923 als Sohn von Eugénie Viard und Jean Summer Gaillard in Port-au-Prince während der amerikanischen Besetzung Haitis geboren.
Seine Frau Hedwig Gaillard war eine iMitte der 1950er Jahre nach Haiti gekommene Bulgariendeutsche, die bis zu ihrem Tod im Dezember 2008 das Deutsch-Haitianische Kulturinstitut in Port-au-Prince leitete und an deren Trauerfeier am 22. Dezember der haitianische Präsident René Préval ebenso wie der deutsche Botschafter teilnahm.
Gaillards Sohn Micha war ebenfalls Hochschullehrer und ein profilierter Oppositionspolitiker. Er fiel dem verheerenden Erdbeben des Jahres 2010 zum Opfer.
Gaillard studierte Philosophie an der Université de Paris in Frankreich und wurde nach Rückkehr zu einem Historiker, der sich auf die Geschichte Haitis im 19. Jahrhundert und während der Zeit der amerikanischen Besetzung von 1915 bis 1934 spezialisierte. Er erwarb sich den Ruf eines hoch geachteten Wissenschaftlers und wurde Rektor der Université d’État d’Haïti.
Er verstarb am 25. Mai 2000 in Port-au-Prince.

## Veröffentlichungen (Auswahl)